# Radek Bejbl
Radek Bejbl (ur. 29 sierpnia 1972 w Nymburku) – czeski piłkarz który występował na pozycji pomocnika.

## Życiorys
Podczas piłkarskiej kariery grał kolejno: w Slavii Praga, Atlético Madryt, RC Lens, Rapidzie Wiedeń i Slovanie Liberec. W reprezentacji Czech rozegrał 58 meczów i strzelił 3 bramki. Razem z nią brał między innymi udział w Euro 1996 i Euro 2000. 3 lipca 2008 ogłosił zakończenie kariery.